# Subulura
Subulura är ett släkte av rundmaskar. Subulura ingår i familjen Subuluridae.